# Terry Fox
Terrence Stanley Fox (ur. 28 lipca 1958, zm. 28 czerwca 1981) – kanadyjski lekkoatleta i działacz na rzecz walki z nowotworami. Uznany za jednego z największych bohaterów narodowych Kanady.

## Biografia
Był studentem i sportowcem amatorem, który zamierzał zostać nauczycielem wychowania fizycznego. W wieku 18 lat w wyniku choroby nowotworowej stracił nogę powyżej kolana. Po tym fakcie Fox zdecydował się przebiec w poprzek Kanady, od jej Wschodniego do Zachodniego wybrzeża. W czasie biegu, nazwanego Marathon of Hope – Maraton Nadziei, zbierane były składki na fundusz walki z nowotworami. Fox rozpoczął swój bieg 12 kwietnia 1980 w St. John’s na Nowej Fundlandii od symbolicznego zanurzenia swej sztucznej nogi w falach Oceanu Atlantyckiego i napełnienia baniaka wodą, którą zamierzał wylać pod koniec biegu do Oceanu Spokojnego. W wyniku postępu choroby nowotworowej (przerzuty do płuc) Fox zmuszony był 1 września 1980 do przerwania swego biegu w okolicach Thunder Bay w zachodnim Ontario, po przebiegnięciu w ciągu 143 kolejnych dni ogółem 5300 km przez Nową Fundlandię, Nową Szkocję, Wyspę Księcia Edwarda, Nowy Brunszwik, Quebec i Ontario. Fox przebiegał więc każdego dnia około 42 kilometrów – długość maratonu. Wkrótce po przerwaniu Maratonu Nadziei, Fox zmarł.

## Upamiętnienie
Oprawa medialna wydarzenia przyczyniła się do olbrzymiej popularności osoby Terry’ego Foxa, a w konsekwencji powstania jego legendy. Do czasów współczesnych w Kanadzie i USA, organizowane są tzw. Terry Fox Run – zespoły imprez składających się z maratonów, różnego rodzaju biegów i marszów, w wielu przypadkach na symbolicznych dystansach, w których czasie zbierane są datki na cele związane z badaniami nad nowotworami. Coroczny Terry Fox Run odbywa się także w innych krajach świata, w tym Polsce (Warszawa). Do 2006 w wyniku tych przedsięwzięć zebrano 400 milionów dolarów.

## Nagrody
Terry Fox stał się pośmiertnie laureatem szeregu nagród i wyróżnień, z których do najważniejszych można zaliczyć:
- Order Kanady – najwyższe wyróżnienie kanadyjskie
- Order of the Dogwood – najwyższe wyróżnienie prowincji Kolumbia Brytyjska
- The Sword of Hope – nagroda przyznawana w USA

i wiele innych.

## Odniesienia w kulturze
- ostatni, 83-kilometrowy odcinek drogi, który Fox pokonał już z największym wysiłkiem i przy wielkim cierpieniu, został nazwany na jego cześć Terry Fox Courage Highway. Tam też mieści się pomnik sportowca. Inny pomnik wystawiono mu w Ottawie.
- Terry Fox został bohaterem kanadyjskiego filmu fabularnego The Terry Fox Story zrealizowanego w 1983. W 2005 roku Douglas Coupland opublikował książkę pod tytułem „Terry”, rodzaj albumu fotograficznego o życiu Foxa i jego Maratonie Nadziei, opatrzonego krótkimi komentarzami i esejami Couplanda, a w tym samym roku Don McBrearty nakręcił film o tym samym tytule, w którym główną rolę zagrał Shawn Ashmore.

## Galeria

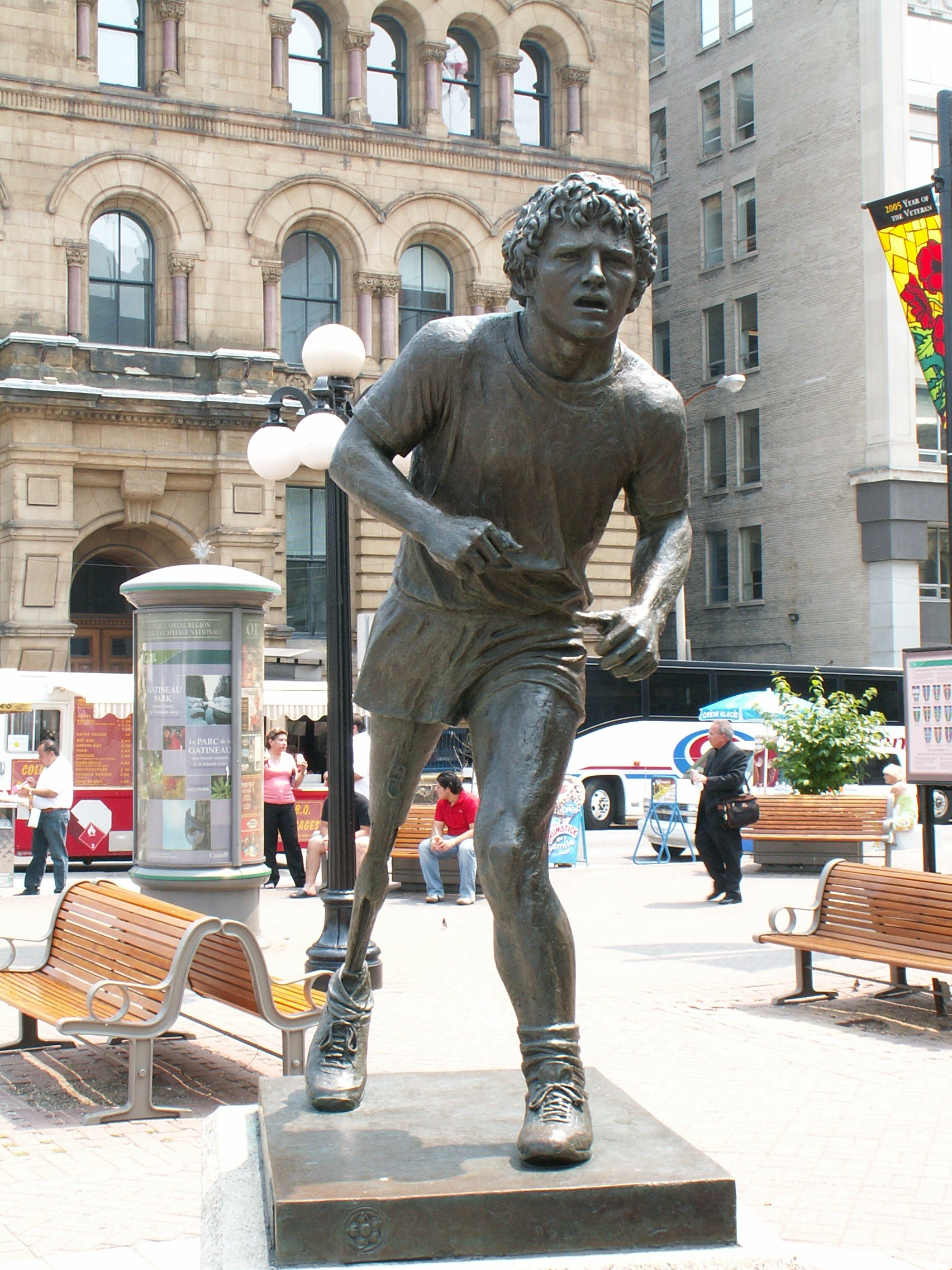
Pomnik Terry’ego Foksa w Ottawie
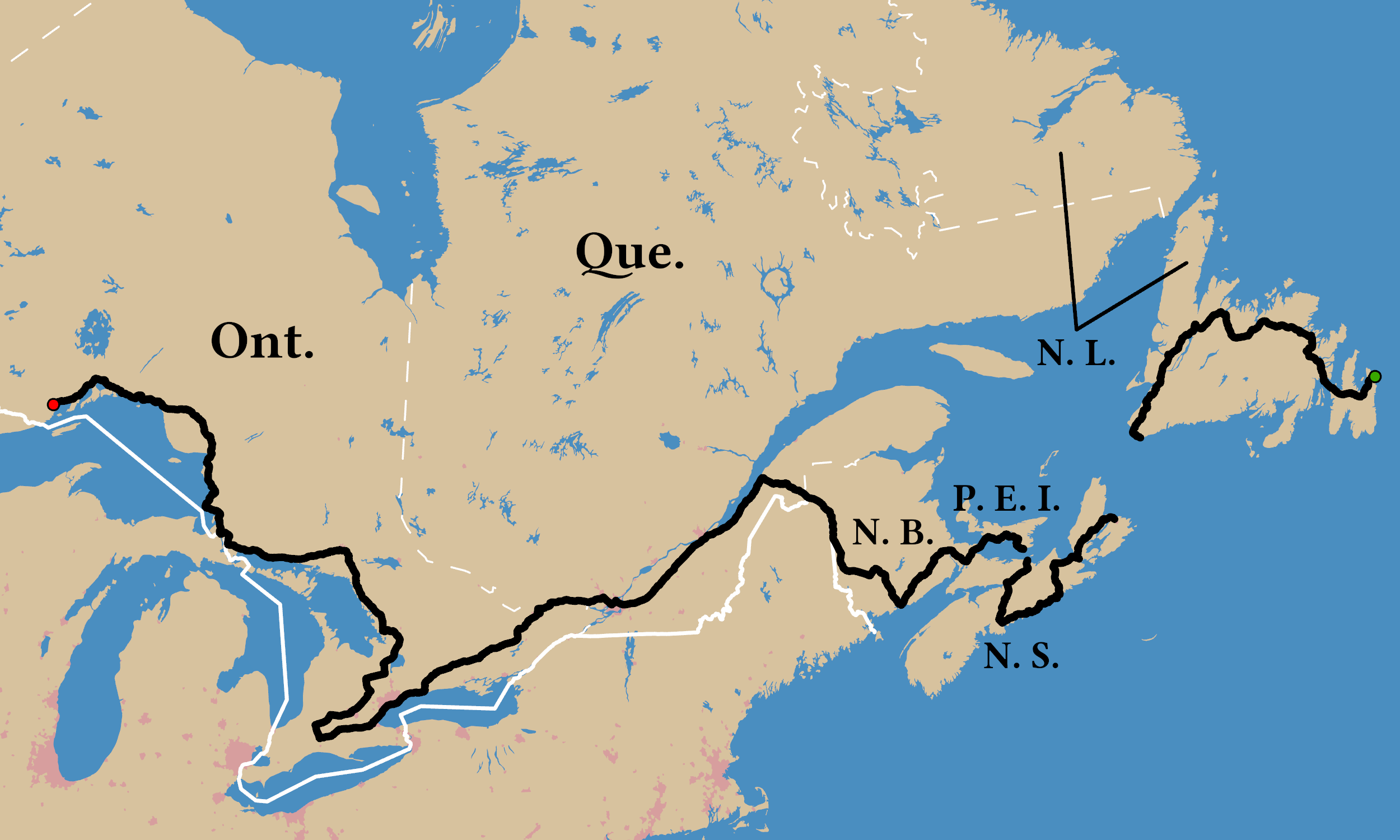
Trasa "Maratonu Nadziei" (Marathon of Hope)